# 二尖瓣
二尖瓣（bicuspid valve）又稱僧帽瓣（mitral valve）、左房室瓣（left atrioventricular valve），是哺乳动物心脏内由两个锥形尖瓣组成的阀门，位于左心房和左心室之间。二尖瓣的二片瓣膜附于左房室口周缘，借腱索连于左室壁乳头肌，主要作用是阻止左心室的血液逆流回左心房，即只允许从左心房到左心室的单向血流。

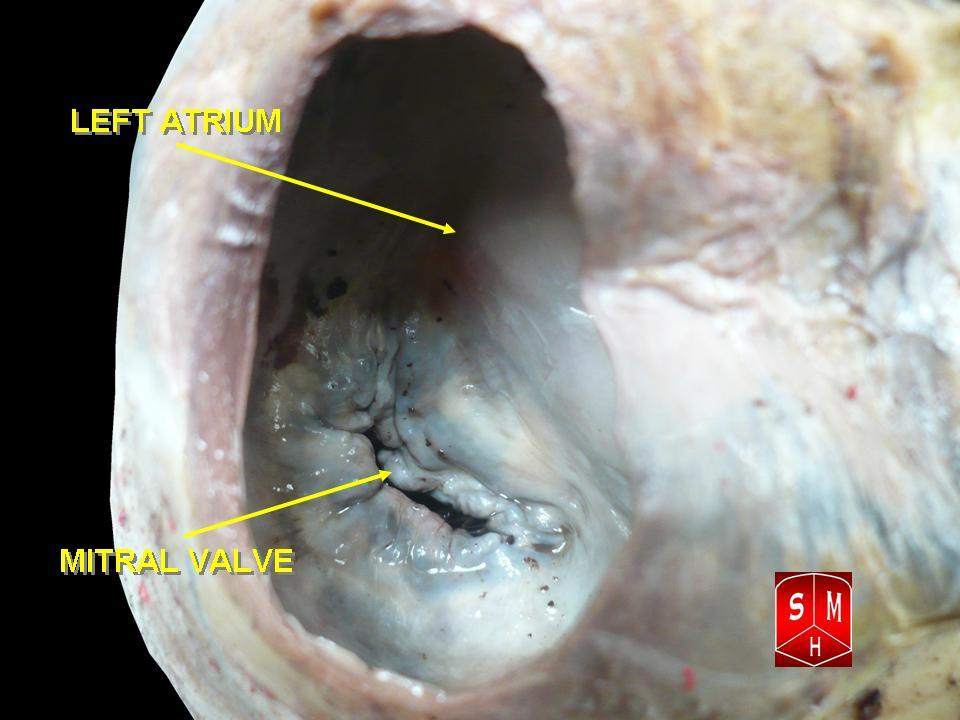
二尖瓣，左心房往左心室方向看，尸体标本

## 运作
二尖瓣属于四個心脏瓣膜之一，它有一對位於左心房和左心室間且可上下拍動的心瓣。心瓣都是單向阀，僅允許血液朝一個方向流動。 二尖瓣（勿與主動脈瓣的雙瓣葉畸形混淆）和三尖瓣均屬於房室瓣，因為它們位於心房和心室之間。
正常的二尖瓣功能有赖于瓣叶（leaflets）、瓣环（annulus）、腱索（chordae tendineae）、乳头肌（papillary muscles ）及左心室的结构和功能完整性，其中任何一个或多个部分发生结构异常或功能失调均可导致二尖瓣关闭不全，当左心室收缩时，血液反向流入左心房。

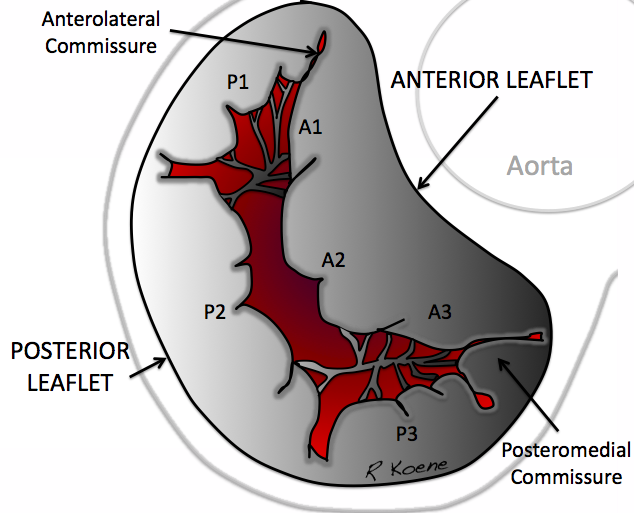
二尖瓣环、瓣叶、二尖瓣分区图示：前叶分为A1、A2、A3区；后叶分为P1、P2、P3区；交界分为C1（前外交界）、C2区（后内交界）。

- 在正常情況下，血液在心舒期隨著左心房充血收縮加壓而打開。左心房壓高過左心室壓的時候二尖瓣開啟，使血液被動流入左心室。心舒期結束於心房收縮，最終從心房噴出20%的血液到心室。同時二尖瓣關閉防止心房收縮後血液回流[4]。
- 在異常情況下，血液可能會經由瓣膜倒流（二尖瓣閉鎖不全）或二尖瓣可能變窄（二尖瓣狹窄）。 風濕性心臟病常影響二尖瓣； 隨著年齡的增長，瓣膜也可能脫垂（英语：Mitral valve prolapse）並受到感染性心內膜炎的影響。

## 詞源和發音
英文詞mitral (英语发音：/ˈmaɪtrəl/) 來自拉丁語，意為“像主教冠的形狀”。英文詞bicuspid 結合了拉丁前綴 bi- 意為“二個的”，和 cusp ，意為“尖端”，反映出一對拍動的瓣膜形狀。二尖瓣以主教的主教冠命名，類似它的襟翼。

## 延伸閲讀
- Ingels, Jr, Neil B and Karlsson, Matts. Mitral Valve Mechanics. Linköping University Electronic Press, 2016. ISBN 978-91-7685-952-0.  Open access（页面存档备份，存于）

## 外部連結
- Anatomy figure: 20:07-03 at Human Anatomy Online, SUNY Downstate Medical Center — "Valves of the heart"
- Cardiac Valve Animations - Perioperative Interactive Education Group（页面存档备份，存于） — Cardiac valve animations